# Walter Swennen
 (15 août 2025).
Le texte peut changer fréquemment, n’est peut-être pas à jour et peut manquer de recul. N’hésitez pas à participer, en veillant à citer vos sources.
Pour les articles homonymes, voir Swennen.
Walter Swennen, né le 27 février 1946 à Forest (Bruxelles) et mort le 15 août 2025, est un artiste-peintre belge bruxellois.
Graveur de formation, il commence sa carrière artistique par la performance et l'expérimentation poétique. Son travail imprégné par cette approche de sémioticien et cette pratique picturale de la linguistique procure à son œuvre un caractère unique.
Il expose régulièrement en Belgique ainsi qu'à l'étranger. En 2013, le centre d'art contemporain Wiels lui consacre une rétrospective majeure.

## Biographie
Walter Swennen commença des cours de peinture à quatorze ans, alors qu'il fréquentait le Collège Saint-Louis de Bruxelles. Après le lycée, il s'inscrivit en philosophie à l'Université Saint-Louis de Bruxelles, mais abandonna ses études au bout d'un an pour intégrer le département de gravure de l'Académie royale des beaux-arts. En 1967, il devint candidat en psychologie à l'Université catholique de Louvain (UCL). Il obtint sa licence en psychologie en 1973. Durant ses études de psychologie à l'Université catholique de Louvain, Walter Swennen organisa plusieurs événements à caractère politique hors campus et forma l'éphémère Groupe Accusé. En 1977, Walter Swennen devint professeur de psychanalyse à l' École de recherche graphique (ERG).

## Expositions

### Rétrospectives
- 2013-2014 : So Far So Good, Wiels Contemporary Art Centre, Bruxelles, Belgique. Commissaire : Dirk Snauwaert[5]
- 1991 : Le Nom propre, Palais des beaux-arts de Charleroi, Belgique.

### Expositions personnelles
- 2016 : Xavier Hufkens, Bruxelles, Belgique
- 2015 : Ein perfektes Alibi, Kunstverein für die Rheinlande und Westfalen, Düsseldorf, Allemagne / At My Own Risk. Couldn’t Be Better, Gladstone Gallery, New York, NY, USA
- 2014 : Works on Paper, Xavier Hufkens, Bruxelles, Belgique / Xavier Hufkens, Bruxelles, Belgique
- 2013 : Nicolas Krupp Contemporary Art, Bâle, Suisse / Continuer, Culturgest, Lisbonne, Portugal / So Far So Good, Wiels, Bruxelles, Belgique / Why Painting Now?, Curated by Miguel Wandschneider, Galerie nächst St. Stephan-Rosemarie Schwarzwälder, Vienne, Autriche
- 2012 : Walter Swennen, Aliceday, Bruxelles, Belgique / Galerie Nadja Vilenne, Liège, Belgique
- 2011 : Garibaldi Slept Here, Kunstverein Freiburg, Allemagne / Peintures et dessins, Galerie Les Filles du Calvaire, Paris, France
- 2010 : Domo Baal, Londres, GB / Arentshuis, Bruges, Belgique
- 2009 : Galerie Nadja Vilenne, Liège, Belgium / Nicolas Krupp Contemporary Art, Bâle, Switzerland
- 2008 : New Paintings, Aliceday, Bruxelles, Belgique / How To Paint A Horse, CC Strombeek, Grimbergen, Belgique, travelled to De Garage, Mechelen, Belgique / Curating the Campus, de Singel, Anvers, Belgique
- 2007 : Galerie Nadja Vilenne, Liège, Belgique / Galerie Greta Meert, Bruxelles, Belgique
- 2006 : Nicolas Krupp Contemporary Art, Bâle, Suisse
- 2005 : Rouge - Blanc - Noir: Rouge, Galerie Jacques Cerami, Couillet, Belgique / DWB 150: Walter Swennen, Passa Porta, Bruxelles, Belgique / RHoK Academie voor Beeldende Kunsten, Etterbeek – Sint-Pieters-Woluwe, Belgique
- 2004 : Paintings, aliceday, Bruxelles, Belgique / Galerie Nadja Vilenne, Liège, Belgique
- 2003 : Galerie Annie Gentils, Anvers, Belgique / On papel, Herman Teirlinckhuis, Beersel, Belgique / Le Palace, Ath, Belgique
- 2001 : Galerie Nadja Vilenne, Liège, Belgique / Tekeningen, S. Cole Gallery, Gand, Belgique
- 1999 : Hyperspace, Bruxelles, Belgique
- 1998 : Œuvres récentes, Galerie Nadja Vilenne, Liège, Belgique 1997 / Willy D’Huysser Gallery, Bruxelles, Belgique
- 1996 : Galerie Cyan, Liège, Belgique
- 1995 : Galerie Micheline Szwajcer, Antwerp, Belgique
- 1994 : Galerie Nouvelles Images, The Hague, Pays-Bas / MUHKA, Anvers, Belgique / Schilderijen, Kunsthal, Rotterdam, Pays-Bas
- 1993 : Vereniging voor het Museum van Hedendaagse Kunst, Ghent, Belgique / Recente tekeningen, Galerie van Krimpen – Art & Project, Amsterdam, Pays-Bas
- 1992 : Galerie Laage-Salomon, Paris, France / Galerie Micheline Szwajcer, Antwerp, Belgique / Nicole Klagsbrun Gallery, New York, NY, USA
- 1991 : Le Nom propre, PBA, Charleroi, Belgique / Tekeningen 1990, Galerie Micheline Szwajcer, Antwerp, Belgique
- 1990 : Schilderijen en tekeningen, Stadsgalerij Heerlen, Heerlen, Pays-Bas / Everyday Life, Galerie De Lege Ruimte, Bruges, Belgique
- 1989 : You Can’t Have a Cake and Eat it, Galerie Albert Baronian, Bruxelles, Belgique
- 1988 : Beursschouwburg, Bruxelles, Belgique / Schilderijen en tekeningen, Galerie van Krimpen, Amsterdam, Pays-Bas
- 1987 : Galerie Albert Baronian, Knokke, Belgique / Galerij Micheline Szwajcer, Anvers, Belgique
- 1986 : Galerie L’A, Liège, Belgique / Palais des Beaux-Arts/Paleis voor Schone Kunsten, Bruxelles, Belgique
- 1985 : René & Marcel Art Gallery, Bruxelles, Belgique / Galleria Françoise Lambert, Milan, Italy / Galerie Montenay-Delsol, Paris, France
- 1984 : Galerij Micheline Szwajcer, Anvers, Belgique / Vereniging voor het Museum van Hedendaagse Kunst, Gand, Belgique
- 1983 : Galerie Fabien de Cugnac, Bruxelles, Belgique
- 1982 : De Waterpoort, Kortrijk, Belgique
- 1981 : Galerij Patrick Verelst, Anvers, Belgique
- 1980 : Galerie ERG, Bruxelles, Belgique

## Collections publiques
- Arlon, Musée Gaspar-Collection de l'Institut Archéologique du Luxembourg, lithographie[6]

- Bruxelles, KANAL-Centre Pompidou, peintures[7]